# Peggy Ashcroft
Peggy Ashcroft, DBE (Londres, 22 de dezembro de 1907 - Londres, 14 de junho de 1991) foi uma premiada atriz britânica nascida na Inglaterra.

## Biografia
Ela começou interpretando variados papéis nos teatros londrinos do repertório shakespeariano. Com uma voz suave, logo de destacou entre o público e a crítica e fez questão de não ficar conhecida apenas por interpretar um repertório clássico.
Depois de viver todas as grandes personagens femininas criadas por Shakespeare, ela resolveu aceitar um papel em uma peça bem comercial, a comédia Edward, My Son, que foi um estrondoso sucesso popular.
No cinema estreou em 39 Degraus, um dos primeiros filmes de Hitchcock, em 1935, mas só veio a chamar a atenção da crítica em 1959 quando viveu uma freira que dava conselhos à personagem de Audrey Hepburn em Uma Cruz à Beira do Abismo. Fez ainda filmes importantes como Cerimônia Secreta (1968) e Domingo Maldito (1971), mas foi como a Mrs. Moore, uma velha senhora inglesa em Passagem para a Índia, de David Lean, que ela conquistou o mundo todo e levou o Oscar de melhor atriz coadjuvante de 1984.
Ela colecionou todos os prêmios que podem ser dados para um atriz nos palcos ingleses, e o último deles recebeu um pouco antes de sofrer a embolia cerebral que a matou, aos 83 anos. Ele está enterrado na Abadia de Westminster.

## Filmografia

### Cinema
- The Wandering Jew (1933) — Olalla Quintana
- The 39 Steps (1935) — Margaret, esposa do arrendatário
- The Nun's Story (1959) — Mãe Mathilde
- Secret Ceremony (1968) — Hannah
- Three Into Two Won't Go (1969)
- Sunday, Bloody Sunday (1971) — Mrs Greville
- The Pedestrian (German: Der Fußgänger) - Lady Gray
- A Passage to India (1984) — Srª Moore
- When the Wind Blows (1986) - Hilda Bloggs (voz)
- Madame Sousatzka (1988) — Lady Emily

### Televisão
- Twelfth Night (1937)
- The Wednesday Play: Days in the Trees (1967)
- Play of the Month: The Cherry Orchard (1971)
- Hullabaloo Over Georgie and Bonnie's Pictures (1978)
- Edward and Mrs Simpson (1978) — Rainha Mary
- Caught on a Train (1980) — Frau Messner
- Play of the Month: Little Eyolf (1982) - Esposa do Rato
- The Jewel in the Crown (1984) — Barbie Batchelor
- A Perfect Spy (1987)
- She's Been Away (1991) - Lillian Huckle

### Rádio
- The Duchess of Malfi  BBC THIRD PROGRAMME, (1954)
- Macbeth  BBC THIRD PROGRAMME, (1966)